# Мэй (Overwatch)
Мэй (кит. 美) или Сяомэй (кит. 小美, букв. «маленькая Мэй»), полное имя — Чжоу Мэй Лин (кит. трад. 周美靈, упр. 周美灵) — вымышленный игровой персонаж командного шутера Overwatch, разработанного Blizzard Entertainment. Также была добавлена в Heroes of the Storm в качестве одного из героев и является главным героем короткометражки «Проснись и пой». Мэй — китайский климатолог и искательница приключений из Сианя.
Мэй озвучена китайской актрисой Элиз Чжан, как в английской, так и в китайской версии Overwatch.

## Разработка
Мэй была впервые представлена в октябре 2015 года на BlizzCon; наряду с D.Va и Гэндзи она стала одним из последних героев, добавленных в игру до её официального выпуска. Изначальной задумкой Blizzard было создание героя, использующего в бою мороз. На тот момент национальность героя ещё не была определена, однако дизайнеры склонялись к тому, чтобы сделать этого героя родом из Канады. Позднее, будучи под впечатлением от скульптур из льда и снега в Харбине, разработчики остановились на китайском происхождении героя. Кроме того, изначально разработчики хотели создать охотницу за головами по имени Frostbite (с англ. — «Обморожение»), которая бы использовала свои ледяные и морозные способности для обезвреживания жертв, однако при проработке её визуального образа они наткнулись на изображение «милой учёной-ботаника», которое им понравилось, поскольку натолкнуло разработчиков на мысль, что обычные люди также могут быть воодушевлены стать героями и служить в команде Overwatch.
Одна из реплик Мэй была добавлена в игру случайно после случая на сессии записи. Чжан, актриса озвучки Мэй, испортила одну из фраз и сказала Майклу Чу и инженеру записи «простите-простите-простите» (англ. sorry, sorry, sorry). Чу решил, что эта фраза может стать отличным дополнением к репликам Мэй, и оставил её, чтобы Мэй могла извиняться — как искренне, так и саркастически — за свои действия в игре.

## Игровой процесс
Мэй носит Эндотермический бластер, способный как замораживать врагов на месте с помощью ближнебойного ледяного луча, так и стрелять на дальние дистанции, используя сосульки в качестве снарядов. Мэй также может использовать бластер для того, чтобы спрятаться за ледяным блоком, поглощающим урон и лечащим её раны, или же возводить временные стены из толстого льда, в первую очередь — для отзонивания врагов. Её героическая способность — Метель, которая заставляет Снежка, её личного дрона модификации погоды, замораживать врагов в большом радиусе.
Во время сезонного события зимы 2016 года в Overwatch был добавлен новый игровой режим, построенный вокруг Мэй и названный «Операция „Метелица“». В рамках этого режима каждый игрок управляет Мэй, бластер которой заменён на однозарядный Снежковый бластер, убивающий противников с одного выстрела; способности ледяного щита и ледяной стены остались нетронутыми. Бластер может быть перезаряжен с помощью сугробов, которые случайным образом появляются на карте. Героическая способность Мэй позволяет ей стрелять снежками несколько раз без перезарядки в течение короткого промежутка времени.

## Появление

### Overwatch
По сюжету компьютерной игры Overwatch, Мэй была принята в одноимённую команду для поиска причин изменения климата планеты, которое списывалось на промышленность, повышение популяции роботов-омников и увеличение потребления природных ресурсов. Находясь на полярной станции в Антарктиде, Мэй и другие учёные оказались запертыми на ней из-за полярной бури, повредившей станцию. Не обладая достаточными ресурсами для того, чтобы дождаться помощи, они решили войти в криостазис. Спустя почти 10 лет Мэй оказалась единственной выжившей на станции; к этому моменту Overwatch был распущен, а все станции для мониторинга климатического кризиса прекратили работу. Мэй решилась продолжить работу в одиночку в компании робота Снежка.
Мэй является главным героем короткометражки «Проснись и пой» по Overwatch, выпущенной в августе 2017 года в рамках Gamescom, в которой рассказывается история героини.

### Heroes of the Storm
В июне 2020 года Мэй была добавлена в качестве игрового персонажа в MOBA-игру Heroes of the Storm. Её персонаж сохранил большую часть оригинальных способностей из Overwatch, однако она классифицируется как «танк» и обладает рядом дополнительных боевых способностей.

## Реакция
Поскольку Мэй является первой китаянкой в Overwatch, она заинтересовала многих игроков из Китая. Некоторые китайские игроки посчитали, что история Мэй, вместе с её коронной фразой «За этот мир стоит побороться», образует положительный образ женщины, решившей защищать мир. Другие китайские игроки остались недовольны дизайном Мэй, носившей толстый комбинезон и потому выглядящей не такой худой, как остальные персонажи-девушки в Overwatch. Арнольд Цан, помощник художественного руководителя игры, объяснил, что поскольку Мэй работает в полярных регионах, она обязана носить плотную одежду, чтобы не замёрзнуть.

### Использование гонконгскими протестующими
6 октября 2019 года компания Blizzard Entertainment вынесла наказание профессиональному игроку в Hearthstone Ын «Blitzchung» Вай Чунгу за высказывание поддержки протестующим в Гонконге во время интервью на турнире серии Grandmasters. Это вызвало бурную реакцию как в интернет-сообществе, так и в самой компании Blizzard. Одной из реакций сообщества стало использование образа Мэй как символа поддержки протестов. Этот символ использовался и самими протестующими.